# تان (مدينة)
تان (رون) (بالألمانية: Tann, Hesse) هي بلدة، Luftkurort، مدينة وبلدة ألمانية تقع في ألمانيا في فولدا.

## المدن التوأمة
مدينة كالتن نوردهايم هي مدينة توأمة لـتان (رون).

## معرض صور

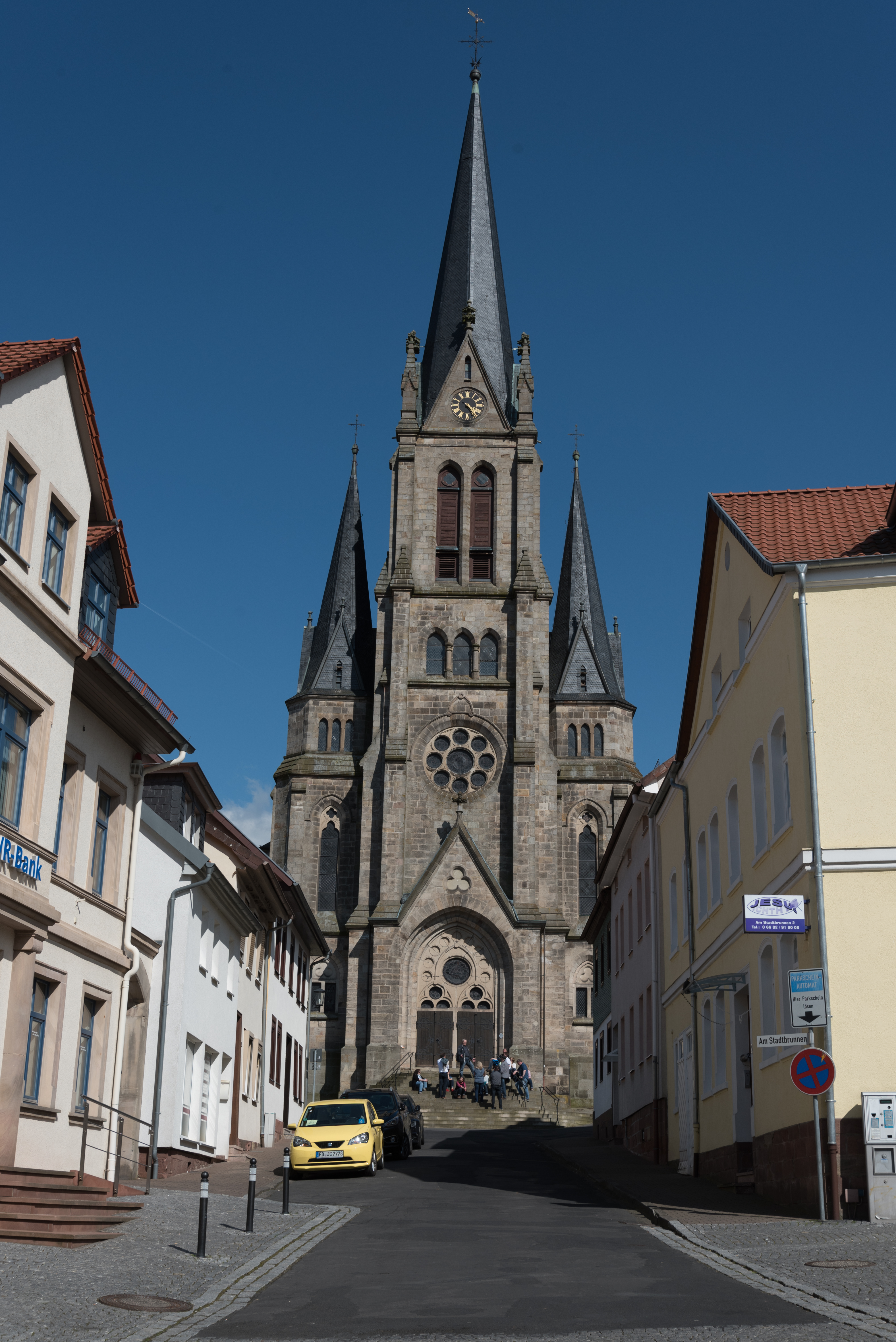
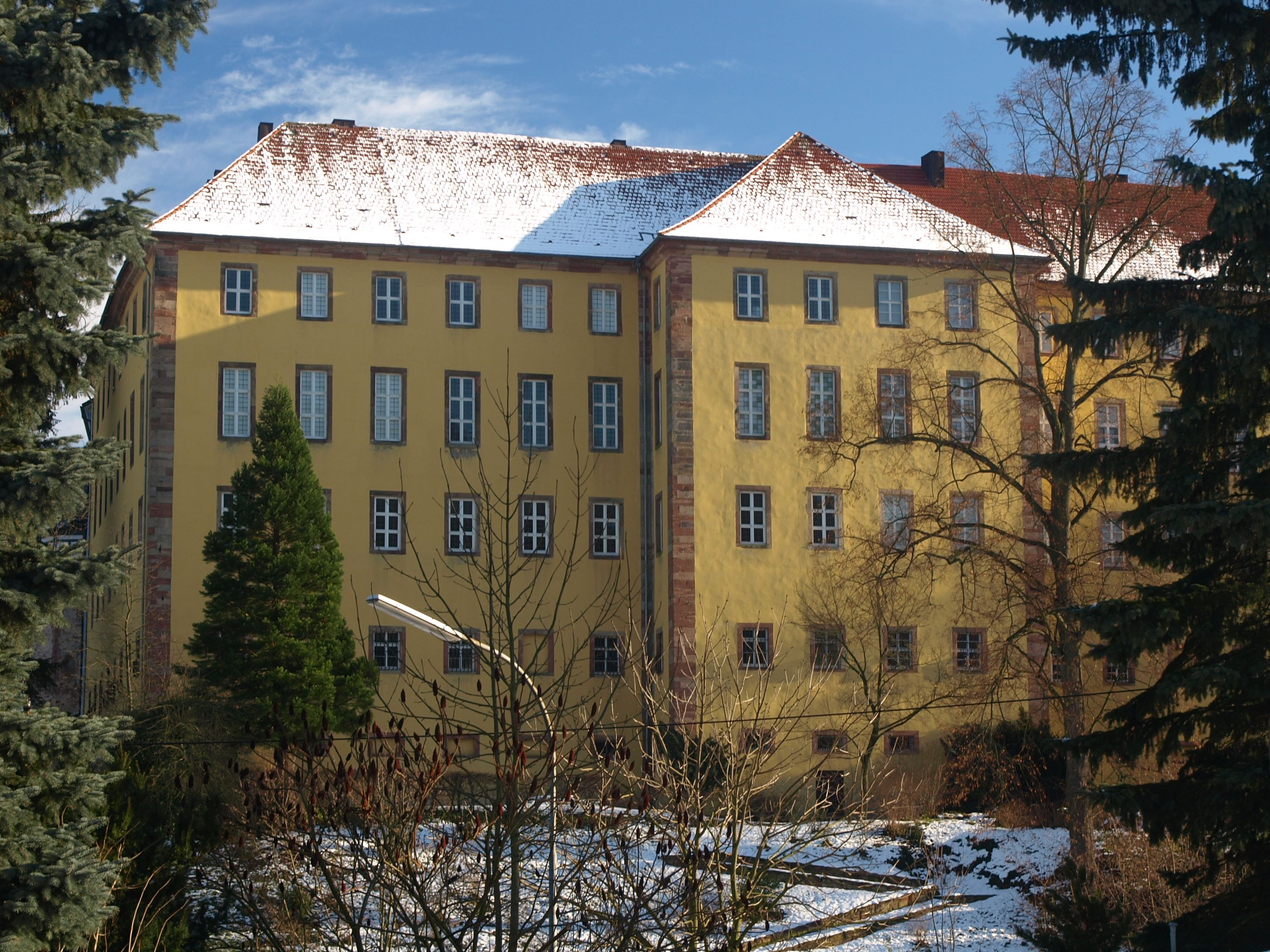
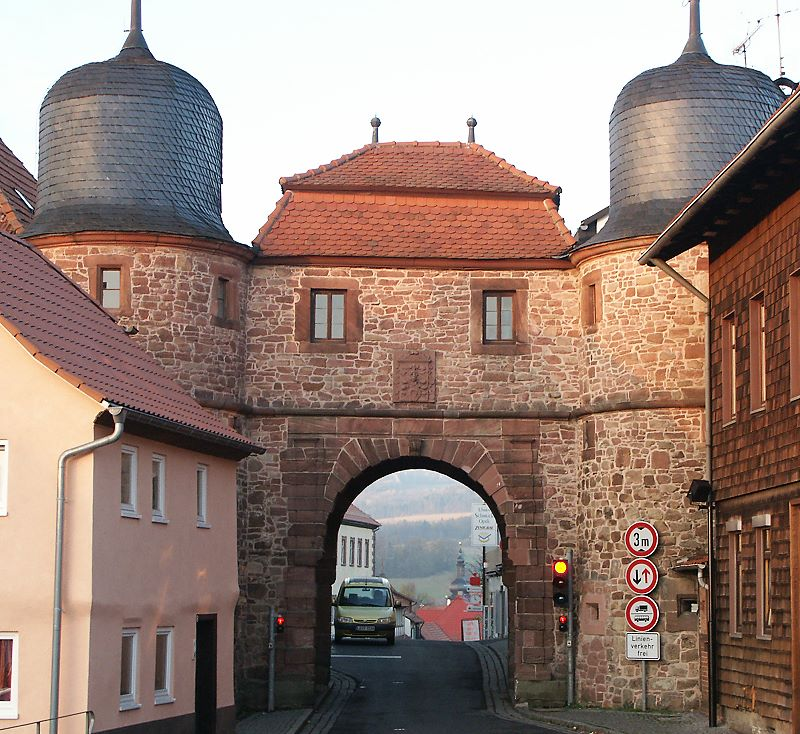
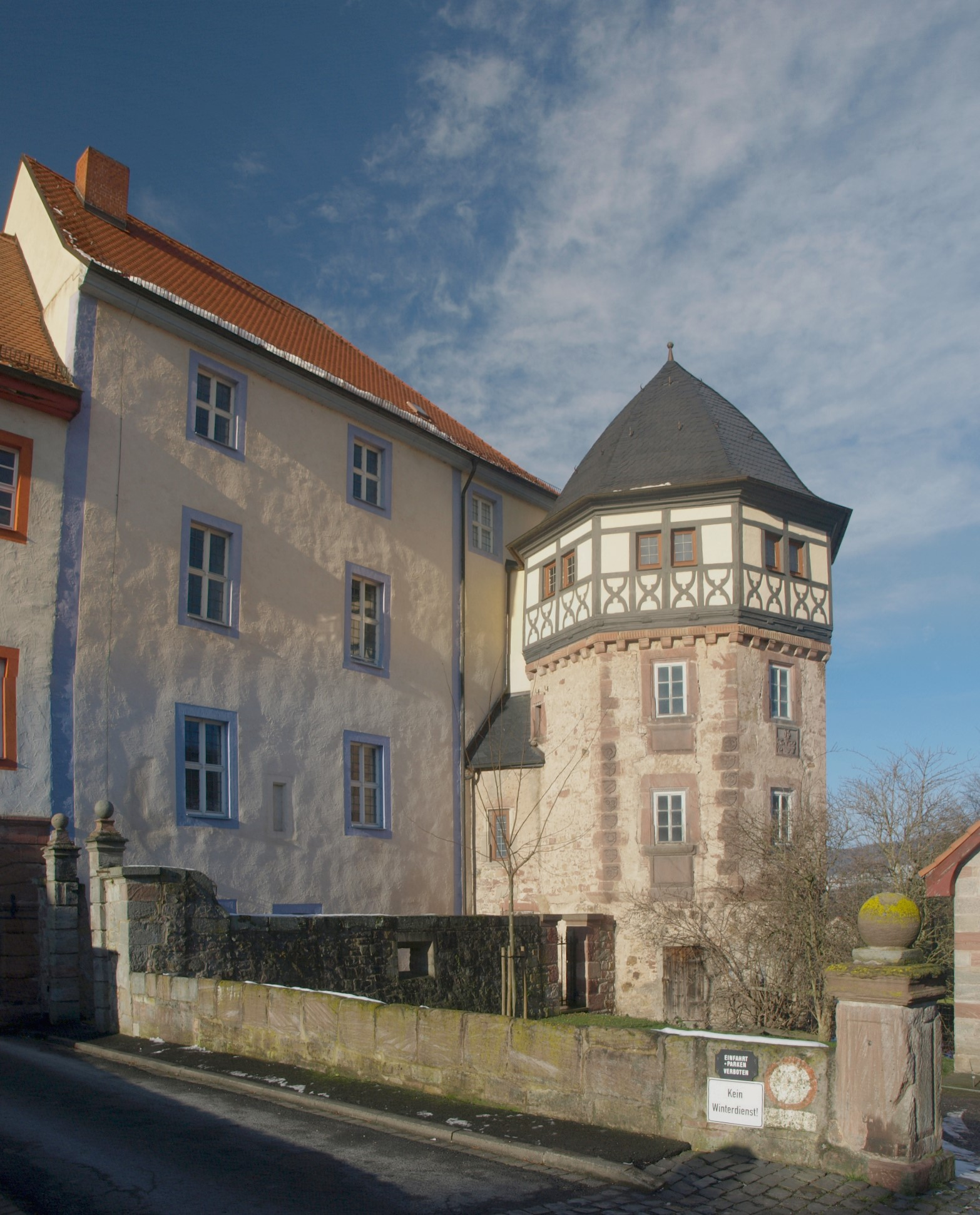